# 大辻隆弘
大辻 隆弘（おおつじ たかひろ、1960年8月25日 - ）は、日本の歌人、文芸評論家。現代歌人協会会員、現代歌人集会理事、日本文藝家協会会員、中部日本歌人会副委員長、一般社団法人未来短歌会理事長・歌誌「未来」編集発行人・選者、同人誌「レ・パピエ・シアン・Ⅱ」代表、元皇學館大学講師。元津西高等学校教員。宮中歌会始選者。現津東高等学校教員。

## 略歴
三重県松阪市稲木町に生まれ、松阪市に在住。三重県立松阪高等学校卒業後、1979年4月、龍谷大学文学部哲学科に入学。大学院時代に、NHKの短歌番組をきっかけに作歌を始める。1985年3月、龍谷大学大学院文学研究科（哲学）を修了。翌1986年、未来短歌会に入会し、岡井隆に師事した。その後も、中京短歌会、中の会、「ゆにぞん」などで活動中。
1989年、第一歌集『水廊』を出版。三重県文学新人賞を受賞。1990年、谷岡亜紀、加藤孝男、大野道夫らと共同で同人誌『ノベンタ』を創刊。1993年に第二歌集『ルーノ』を、1996年には評論集の『子規への溯行』を出版。1999年には同人誌「レ・パピエ・シアン」に参加。2007年には、第五歌集『夏空彦』、第六歌集『兄国』、評伝『岡井隆と初期未来』を出版。2008年には時評集『時の基底』を、2009年には評論集『アララギの脊梁』、時評集『対峙と対話』（吉川宏志との共著）を出版している。
1997年、三重県文化奨励賞。1998年、第三歌集『抱擁韻』により第24回現代歌人集会賞。2003年、第四歌集『デプス』により第8回寺山修司短歌賞。2009年、第18回中日歌人会梨郷賞。2010年、『アララギの脊梁』で第8回日本歌人クラブ評論賞、第12回島木赤彦文学賞受賞。2016年、『近代短歌の範型』で第3回佐藤佐太郎短歌賞受賞。2018年、『景徳鎮』で第29回斎藤茂吉短歌文学賞受賞。2019年度NHK‐Ｅテレ「NHK短歌」の選者。2020年7月、岡井隆の後をうけ、一般社団法人未来短歌会理事長・「未来」編集発行人に就任。2023年、『樟の窓』で第15回小野市詩歌文学賞（短歌部門）受賞。宮中歌会選者に就任。2024年、『橡と石垣』で第29回若山牧水賞受賞。

## 著書
- 歌集『水廊』（砂子屋書房、1989）
- 歌集『ルーノ』（砂子屋書房、1993）
- 評論集『子規への溯行』（砂子屋書房、1996）
- 歌集『抱擁韻』（砂子屋書房、1998）
- 歌集『デプス』（砂子屋書房、2002）ISBN 978-4790406457
- 選集『大辻隆弘歌集』（砂子屋書房・現代短歌文庫48、2003）ISBN 978-4790407645
- 選集『大辻隆弘集』（邑書林・セレクション歌人9・2004）ISBN 978-4897094311
- 歌集『夏空彦』（砂子屋書房、2007）ISBN 978-4790410263
- 歌集『兄国』（短歌新聞社、2007）ISBN 978-4803913613
- 評論『岡井隆と初期未来―若き歌人たちの肖像』（六花書林、2007）ISBN 978-4903480107
- 時評集『時の基底』（六花書林、2008）ISBN 978-4903480213
- 評論集『アララギの脊梁』（青磁社、2009）ISBN 978-4861980947
- 時評集『対峙と対話』（吉川宏志共著・青磁社、2009）ISBN 978-4861981296
- 歌集『汀暮抄』（砂子屋書房、2012）ISBN 978-4790413745
- 歌集『水廊』（再版・現代短歌社・第1歌集文庫、2013）ISBN 978-4-906846-34-4
- 評論集『近代短歌の範型』（六花書林、2015）ISBN 9784907891152
- 講演集『子規から相良宏まで』（青磁社、2017）ISBN 9784861983764
- 歌集『景徳鎮』（砂子屋書房、2017）ISBN 978-4790416128
- 評論集『新版　子規への溯行』（増補版・現代短歌社・現代短歌社選書、2017）ISBN 978-4-86534-219-2
- 評論『佐藤佐太郎』（笠間書院・コレクション日本歌人選71、2018）ISBN 978-4-305-70911-0
- 歌集『樟の窓』（ふらんす堂、2022）ISBN 978-4-7814-1465-2
- 評論『岡井隆の百首』（ふらんす堂、2023）ISBN 978-4-7814-1607-6
- 歌集『橡と石垣』（砂子屋書房、2024）ISBN 978-4-7904-1885-6
- 時評集『私性とリアル』（青磁社、2025）ISBN 978-4-86198-614-7
- 評論『短歌の「てにをは」を読む』（いりの舎、2025）ISBN 978-4-910885-41-4

## テレビ
- 「列島縦断　短歌スペシャル 第20回」（NHK-BS2）（2005年10月22日）
- 「列島縦断　短歌スペシャル 第24回」（NHK-BS2）（2007年10月27日）
- 「ニッポン全国　短歌日和'10秋」（NHK-BS2）（2010年10月24日）
- 「NHK短歌」（NHK-Eテレ）（2019年4月 - 2020年3月）